# Across the Great Divide (album)
Across the Great Divide è un triplo album di raccolta del gruppo rock canadese-statunitense The Band, pubblicato nel 1994.

## Tracce
Tutte le tracce sono scritte da Robbie Robertson, eccetto dove indicato.

### Disco 1
1. Tears of Rage (Bob Dylan, Richard Manuel) – 5:19
2. The Weight – 4:35
3. I Shall Be Released (Dylan) – 3:12
4. Chest Fever – 5:13
5. In a Station (Manuel) – 3:30
6. To Kingdom Come – 3:19
7. Lonesome Suzie (Manuel) – 4:01
8. Rag Mama Rag – 3:03
9. The Night They Drove Old Dixie Down – 3:31
10. King Harvest (Has Surely Come) – 3:38
11. Rockin' Chair – 3:39
12. Whispering Pines (Manuel, Robertson) – 3:56
13. Up on Cripple Creek– 4:31
14. Across the Great Divide – 2:54
15. The Unfaithful Servant – 4:16
16. The Shape I'm In – 4:01
17. Daniel and the Sacred Harp – 4:13
18. All La Glory – 3:34
19. Stage Fright – 3:44

### Disco 2
1. When I Paint My Masterpiece (Dylan) – 4:18
2. The Moon Struck One – 4:08
3. Life Is a Carnival (Rick Danko, Levon Helm, Robertson) – 3:57
4. The River Hymn – 4:37
5. Don't Do It (Holland-Dozier-Holland) – 4:42
6. Caledonia Mission – 3:21
7. The W. S. Walcott Medicine Show – 3:52
8. Get Up Jake – 3:16
9. This Wheel's on Fire (Danko, Dylan) – 3:54
10. Share Your Love with Me (Deadric Malone, Alfred Braggs) – 2:54
11. Mystery Train (H. Parker Jr./Sam Phillips, Robertson) – 5:40
12. Acadian Driftwood – 6:40
13. Ophelia – 3:29
14. It Makes No Difference – 6:32
15. Livin' in a Dream – 2:50
16. The Saga of Pepote Rouge – 4:13
17. Right as Rain – 3:54

### Disco 3
1. Who Do You Love? (Bo Diddley) – 2:40
2. Do the Honky Tonk (Don Robey) – 2:58
3. He Don't Love You – 2:36
4. Katie's Been Gone (Manuel, Robertson) – 2:46
5. Bessie Smith (Danko, Robertson) – 4:18
6. Orange Juice Blues (Blues for Breakfast) (Manuel) – 3:18
7. Ain't No Cane on the Brazos (tradizionale, arr. The Band) – 4:26
8. Slippin' and Slidin' (Richard Penniman) – 3:13
9. Twilight – 3:15
10. Back to Memphis (Chuck Berry) – 5:58
11. Too Wet to Work (Garth Hudson) – 2:30
12. Loving You Is Sweeter Than Ever (Stevie Wonder/Ivy Jo Hunter) – 3:25
13. Don't Ya Tell Henry (Dylan) – 3:23
14. Endless Highway – 5:09
15. She Knows (Jimmy Griffin/Robb Royer) – 3:22
16. Evangeline – 3:11 (con Emmylou Harris)
17. Out of the Blue – 3:11
18. The Weight – 4:35
19. The Last Waltz Refrain – 1:31
20. Theme from The Last Waltz – 3:26

## Formazione
- Rick Danko – basso, voce, chitarra, violino, trombone
- Levon Helm – batteria, mandolino, voce, chitarra, percussioni, basso
- Garth Hudson – organo, clavinet, piano, sintetizzatori, fisarmonica, altri strumenti
- Richard Manuel – piano, batteria, clavinet, organo, armonica, sassofono, dobro, voce
- Robbie Robertson – chitarre, autoharp, voce